# Camila Gomes
Camila Fernanda Gomes Rodrigues, mais conhecida como Camila Rodrigues ou simplesmente Camila (São Luís, 2 de janeiro de 2001) é uma futebolista brasileira que atua como goleira. Atualmente, joga no Cruzeiro.

## Carreira

### Primeiros anos
Camila nasceu em São Luís, capital do estado do Maranhão, no ano de 2001.

### Sampaio Corrêa
Foi revelada pelo clube maranhense Sampaio Corrêa, na equipe feminina de futebol do clube, no ano de 2017. Pela equipe, foi campeã do Campeonato Maranhense Feminino de 2017.

### Viana
No ano seguinte mudou-se para o Esporte Clube Viana, clube pelo qual teve uma breve passagem.

### Chapecoense
Mudou-se para o estado de Santa Catarina, onde passou a atuar no Chapecoense. Durante partida contra a equipe do Palmeiras, Camila marcou um gol chutando de sua área de goleira, que encobriu a goleira palmeirense, em partida válida pelo Campeonato Brasileiro de Futebol Feminino - Série A2 de 2019, que acabou com a vitória palmeirense por 5 a 1.

### Internacional
Transferiu-se para o Sport Club Internacional em 2019, quando a equipe venceu o Campeonato Gaúcho de Futebol Feminino de 2019. Apesar de integrante no clube, não atuou pela equipe durante a campanha, o que fez com Camila deixa-se a equipe gaúcha.

### Iranduba
Mudou-se para o clube amazonense Esporte Clube Iranduba da Amazônia, onde teve uma rápida passagem pelo clube no ano de 2020, tendo atuado em cinco partida pelo clube.

### Santos
Desde setembro de 2020, integra a equipe feminina do Santos Futebol Clube. Integrou a equipe vencedora da Copa Paulista de Futebol Feminino de 2020.[carece de fontes?]

## Carreira internacional
No ano de 2023, foi convocada pela técnica Pia Sundhage para integrar a Seleção Brasileira de Futebol Feminino, para disputar a Copa do Mundo de Futebol Feminino de 2023.

## Títulos

### Sampaio Correia
- Campeonato Maranhense de Futebol Feminino: 2017

### Internacional
- Campeonato Gaúcho de Futebol Feminino: 2019

### Santos
- Copa Paulista de Futebol Feminino: 2020